# Gabriello Carnazza
Gabriello Carnazza (Catania, 26 aprile 1871 – Catania, 16 aprile 1931) è stato un giurista, politico e imprenditore italiano.
Fu ministro dei lavori pubblici nel primo governo Mussolini.

## Biografia
Figlio del senatore Giuseppe Carnazza, era fratello di Carlo, nipote di Gabriello e cugino di Giuseppe Carnazza Amari. Docente universitario di Diritto Romano, dal 1893 all'università di Palermo, dall'anno successivo in quella di Catania fino al 1896, quando lascia la carriera accademica per quella forense.
Nel 1906 è eletto per la prima volta alla Camera nel collegio di Catania con i giolittiani in una elezione suppletiva della XXII legislatura, fino al 1909. Torna in Parlamento nel 1919 con i Demo Sociali e ancora una volta nel 1921. Dall'aprile al luglio di quell'anno è sottosegretario al Tesoro nel V governo Giolitti. Divenuto uno dei leader della Democrazia sociale, il 31 ottobre 1922 diviene ministro dei lavori pubblici nel governo Mussolini fino al luglio 1924.
Nel dicembre 1923 lascia i demosociali e aderisce al fascismo e nel febbraio 1924 è membro del Gran Consiglio del Fascismo. 
Nel 1924 è rieletto deputato nel listone fascista dove è il primo eletto in Sicilia, superando Vittorio Emanuele Orlando. Il 31 dicembre 1925 è nominato cavaliere del lavoro per la sua attività imprenditoriale agricola.
Nel 1927 si allontana dal fascismo ed è espulso nel 1928 dal PNF insieme al fratello Carlo. Non si ricandida alla Camera nel 1929. 
Fu amico di Giovanni Verga.

### Matteotti e l'affare Sinclair Oil
Fu dimissionato dal governo nel luglio 1924, perché coinvolto nelle vicende che portarono all'omicidio di Giacomo Matteotti. Emerse infatti che era finanziatore del Corriere italiano di Filippo Filippelli.
Lo storico statunitense Peter Tompkins, nel volume Dalle carte segrete del Duce (2001), aderisce alla tesi secondo cui Matteotti sarebbe stato assassinato, oltre che per l'incisiva denuncia delle irregolarità e delle violenze compiute dai fascisti nelle elezioni politiche del 1924, anche perché in possesso di documenti attestanti le tangenti versate dalla compagnia petrolifera Sinclair Oil Company ai ministri Gabriello Carnazza e Orso Mario Corbino, entrambi massoni di Piazza del Gesù.